# 哥倫布影評人協會
俄亥俄中部影评人协会（英語：Central Ohio Film Critics Association），2019年起更名為哥倫布影評人協會（英語：Columbus Film Critics Association），是美国中西部俄亥俄州的一个影评人协会，它建立于2002年。

## 分类
其主要奖项有：
- 最佳影片
- 最佳导演
- 最佳男主角
- 最佳女主角
- 最佳男配角
- 最佳女配角
- 最佳群戏
- 最佳原创剧本
- 最佳改编剧本
- 最佳摄影
- 最佳配乐
- 最佳外语片
- 最佳纪录片
- 年度演员
- 年度突破
- 被遗忘的佳作

## 多奖得主
俄亥俄中部影评人协会奖多奖得主有：《在云端》、《盗梦空间》、《黑天鹅》、《社交网战》、《老无所依》、《人类之子》。